# Fossemagne
Ne doit pas être confondu avec Foussemagne.
Fossemagne est une commune française située dans le département de la Dordogne, en région Nouvelle-Aquitaine.

## Géographie

### Généralités
Dans l'est du département de la Dordogne, en limite du Périgord central et du Périgord noir, la commune de Fossemagne est traversée d'est en ouest par un petit affluent de l'Isle : le Manoire. Le sud-est du territoire communal se trouve en forêt Barade.
Traversé par la route départementale 6089, le bourg de Fossemagne, se situe en distances orthodromiques, sept kilomètres à l'ouest de Thenon et seize kilomètres au nord-ouest de Montignac-Lascaux.

### Communes limitrophes
Fossemagne est limitrophe de six autres communes.
|                        | Limeyrat                           | Ajat   |
| Bassillac et Auberoche | Fossemagne                         | Thenon |
|                        | Rouffignac-Saint-Cernin-de-Reilhac | Bars   |

### Géologie et relief

#### Géologie
Situé sur la plaque nord du Bassin aquitain et bordé à son extrémité nord-est par une frange du Massif central, le département de la Dordogne présente une grande diversité géologique. Les terrains sont disposés en profondeur en strates régulières, témoins d'une sédimentation sur cette ancienne plate-forme marine. Le département peut ainsi être découpé sur le plan géologique en quatre gradins différenciés selon leur âge géologique. Fossemagne est située dans le troisième gradin à partir du nord-est, un plateau formé de calcaires hétérogènes du Crétacé.
Les couches affleurantes sur le territoire communal sont constituées de formations superficielles du Quaternaire et de roches sédimentaires datant pour certaines du Cénozoïque, et pour d'autres du Mésozoïque. La formation la plus ancienne, notée c4b-c, date du Santonien moyen à supérieur, composée de calcaire crayo-glauconieux avec niveaux à huîtres (P. vesicularis), devenant au sommet plus grossier à silex et rudistes (formation de Saint-Félix-de-Reillac), faciès pouvant évoluer vers des sables fins et grès carbonatés à rudistes. La formation la plus récente, notée CFvs, fait partie des formations superficielles de type colluvions carbonatées de vallons secs : sable limoneux à débris calcaires et argile sableuse à débris. Le descriptif de ces couches est détaillé dans  la feuille « no 783 - Thenon » de la carte géologique au 1/50 000 de la France métropolitaine, et sa notice associée.

Carte géologique de Fossemagne.

#### Relief et paysages
Le département de la Dordogne se présente comme un vaste plateau incliné du nord-est (491 m, à la forêt de Vieillecour dans le Nontronnais, à Saint-Pierre-de-Frugie) au sud-ouest (2 m à Lamothe-Montravel). L'altitude du territoire communal varie quant à elle entre 173 m à l'ouest, là où le Manoire quitte la commune pour servir de limite entre Milhac-d'Auberoche et Saint-Antoine-d'Auberoche, et 281 ou 282 m, à l'est, près du lieu-dit Fontjarisse.
Dans le cadre de la Convention européenne du paysage entrée en vigueur en France le 1er juillet 2006, renforcée par la loi du 8 août 2016 pour la reconquête de la biodiversité, de la nature et des paysages, un atlas des paysages de la Dordogne a été élaboré sous maîtrise d’ouvrage de l’État et publié en octobre 2020. Les paysages du département s'organisent en huit unités paysagères et 14 sous-unités. La commune fait partie du Périgord central, un paysage vallonné, aux horizons limités par de nombreux bois, plus ou moins denses, parsemés de prairies et de petits champs.
La superficie cadastrale de la commune publiée par l'Insee, qui sert de référence dans toutes les statistiques, est de 21,88 km2,,. La superficie géographique, issue de la BD Topo, composante du Référentiel à grande échelle produit par l'IGN, est quant à elle de 22,68 km2.

### Hydrographie

#### Réseau hydrographique
La commune est située dans le bassin de la Dordogne au sein du Bassin Adour-Garonne. Elle est drainée par le Manoire et le ruisseau de Saint-Geyrac et par deux petits cours d'eau, qui constituent un réseau hydrographique de 14,5 km de longueur totale,.
Le Manoire, d'une longueur totale de 27,07 km, prend sa source dans la commune de Thenon et se jette dans l'Isle en rive gauche à Lesparat, à Boulazac Isle Manoire, face à Trélissac,. Il arrose la commune du nord-est au nord-ouest sur sept kilomètres et demi.
Le Saint-Geyrac, d'une longueur totale de 20,36 km, prend sa source dans le sud de la commune et se jette dans le Manoire en rive gauche à Boulazac Isle Manoire (territoire de l'ancienne commune de Saint-Laurent-sur-Manoire),. Il marque la limite communale au sud sur trois kilomètres et demi, face à Bars et Rouffignac-Saint-Cernin-de-Reilhac.

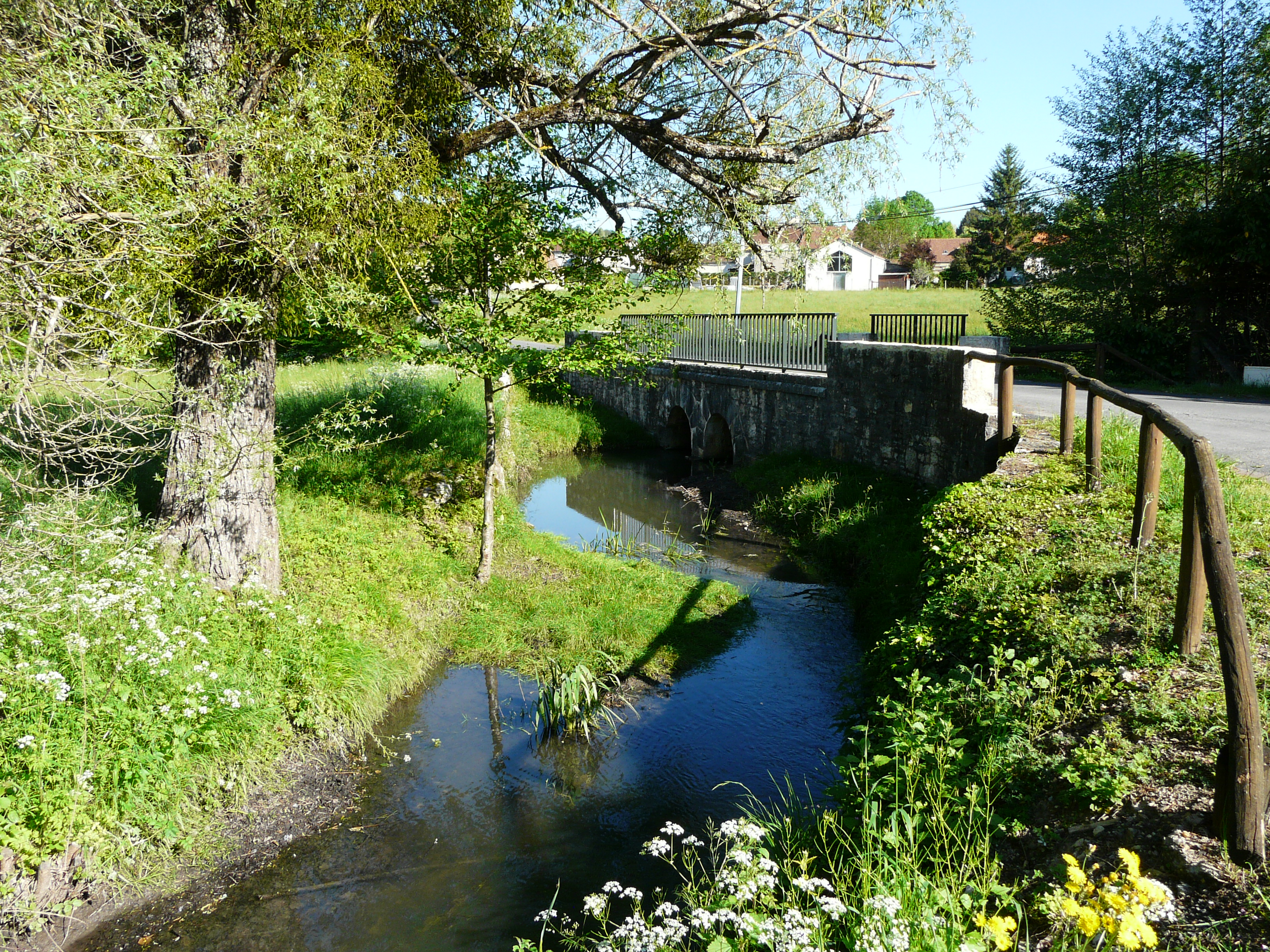
Le Manoire au pont qui mène à Bonneval.
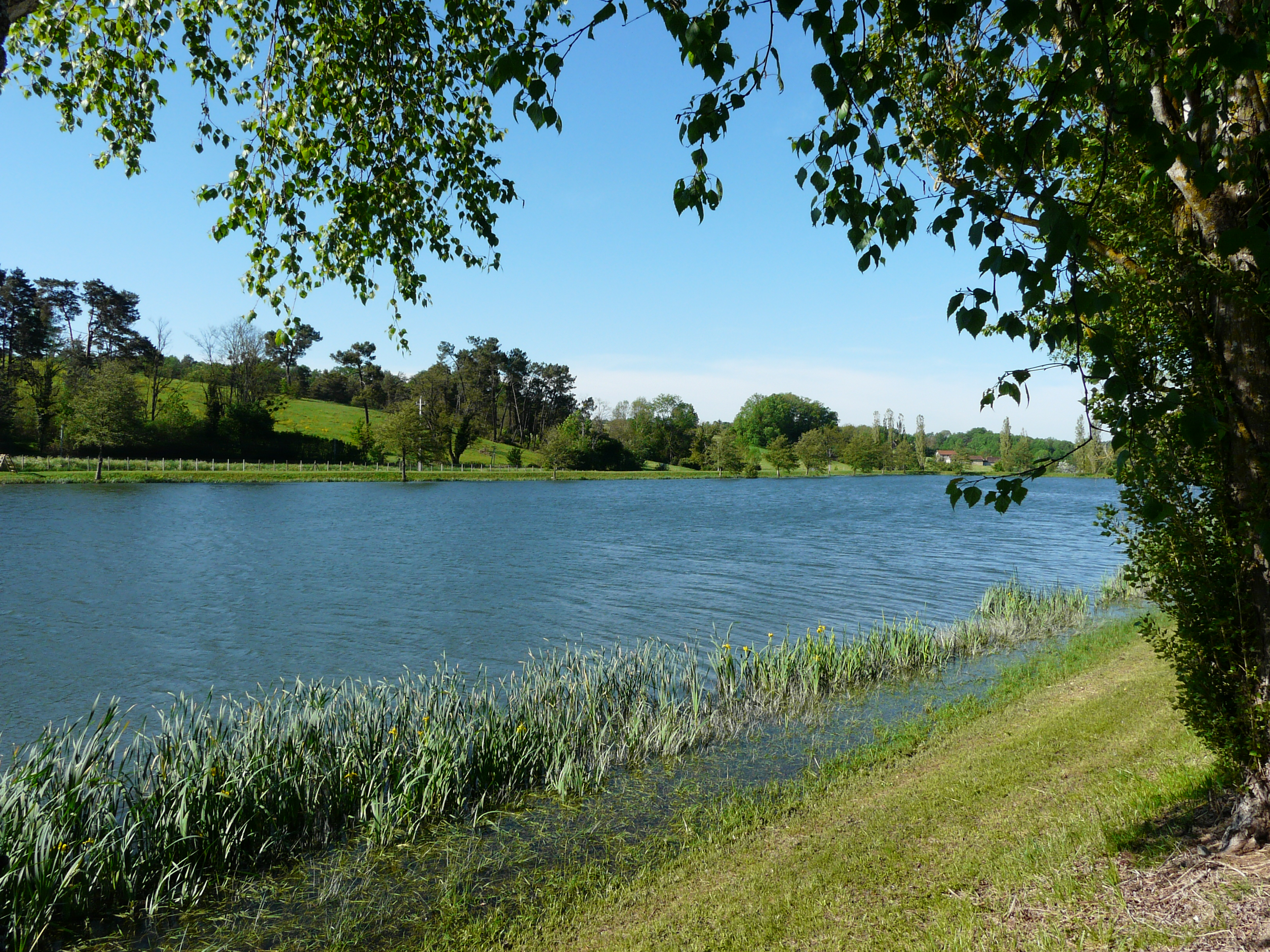
Le plan d'eau du camping du Manoire.
Réseaux hydrographique et routier de Fossemagne.

#### Gestion et qualité des eaux
Le territoire communal est couvert par le schéma d'aménagement et de gestion des eaux (SAGE) « Isle - Dronne ». Ce document de planification, dont le territoire regroupe les bassins versants de l'Isle et de la Dronne, d'une superficie de 7 500 km2, a été approuvé le 2 août 2021. La structure porteuse de l'élaboration et de la mise en œuvre est l'établissement public territorial de bassin de la Dordogne (EPIDOR). Il définit sur son territoire les objectifs généraux d’utilisation, de mise en valeur et de protection quantitative et qualitative des ressources en eau superficielle et souterraine, en respect des objectifs de qualité définis dans le troisième SDAGE  du Bassin Adour-Garonne qui couvre la période 2022-2027, approuvé le 10 mars 2022.
La qualité des eaux de baignade et des cours d’eau peut être consultée sur un site dédié géré par les agences de l’eau et l’Agence française pour la biodiversité.

### Climat
Pour des articles plus généraux, voir Climat de la Nouvelle-Aquitaine et Climat de la Dordogne.
Historiquement, la commune est exposée à un climat océanique aquitain.
En 2020, Météo-France publie une typologie des climats de la France métropolitaine dans laquelle la commune est exposée à un climat océanique altéré et est dans une zone de transition entre les régions climatiques « Aquitaine, Gascogne » et « Ouest et nord-ouest du Massif Central ». La première est caractérisée par une pluviométrie abondante au printemps, modérée en automne, un faible ensoleillement au printemps, un été chaud (19,5 °C), des vents faibles, des brouillards fréquents en automne et en hiver et des orages fréquents en été (15 à 20 jours). La seconde présente une pluviométrie annuelle de 900 à 1 500 mm, maximale en automne et en hiver.
Pour la période 1971-2000, la température annuelle moyenne est de 12,3 °C, avec  une amplitude thermique annuelle de 14,9 °C. Le cumul annuel moyen de précipitations est de 972 mm, avec 12,3 jours de précipitations en janvier et 7,3 jours en juillet. Pour la période 1991-2020, la température moyenne annuelle observée sur la station météorologique la plus proche, située sur la commune de Thenon à 7 km à vol d'oiseau, est de 12,9 °C et le cumul annuel moyen de précipitations est de 907,1 mm,. Pour l'avenir, les paramètres climatiques de la commune estimés pour 2050 selon différents scénarios d’émission de gaz à effet de serre sont consultables sur un site dédié publié par Météo-France en novembre 2022.

## Urbanisme

### Typologie
Au 1er janvier 2024, Fossemagne est catégorisée commune rurale à habitat très dispersé, selon la nouvelle grille communale de densité à 7 niveaux définie par l'Insee en 2022.
Elle est située hors unité urbaine et hors attraction des villes,.

### Occupation des sols
L'occupation des sols de la commune, telle qu'elle ressort de la base de données européenne d’occupation biophysique des sols Corine Land Cover (CLC), est marquée par l'importance des territoires agricoles (52,1 % en 2018), une proportion sensiblement équivalente à celle de 1990 (52,2 %). La répartition détaillée en 2018 est la suivante : 
forêts (43,5 %), zones agricoles hétérogènes (37 %), prairies (9,3 %), terres arables (5,8 %), milieux à végétation arbustive et/ou herbacée (2,5 %), zones urbanisées (1,2 %), mines, décharges et chantiers (0,7 %). L'évolution de l’occupation des sols de la commune et de ses infrastructures peut être observée sur les différentes représentations cartographiques du territoire : la carte de Cassini (XVIIIe siècle), la carte d'état-major (1820-1866) et les cartes ou photos aériennes de l'IGN pour la période actuelle (1950 à aujourd'hui).

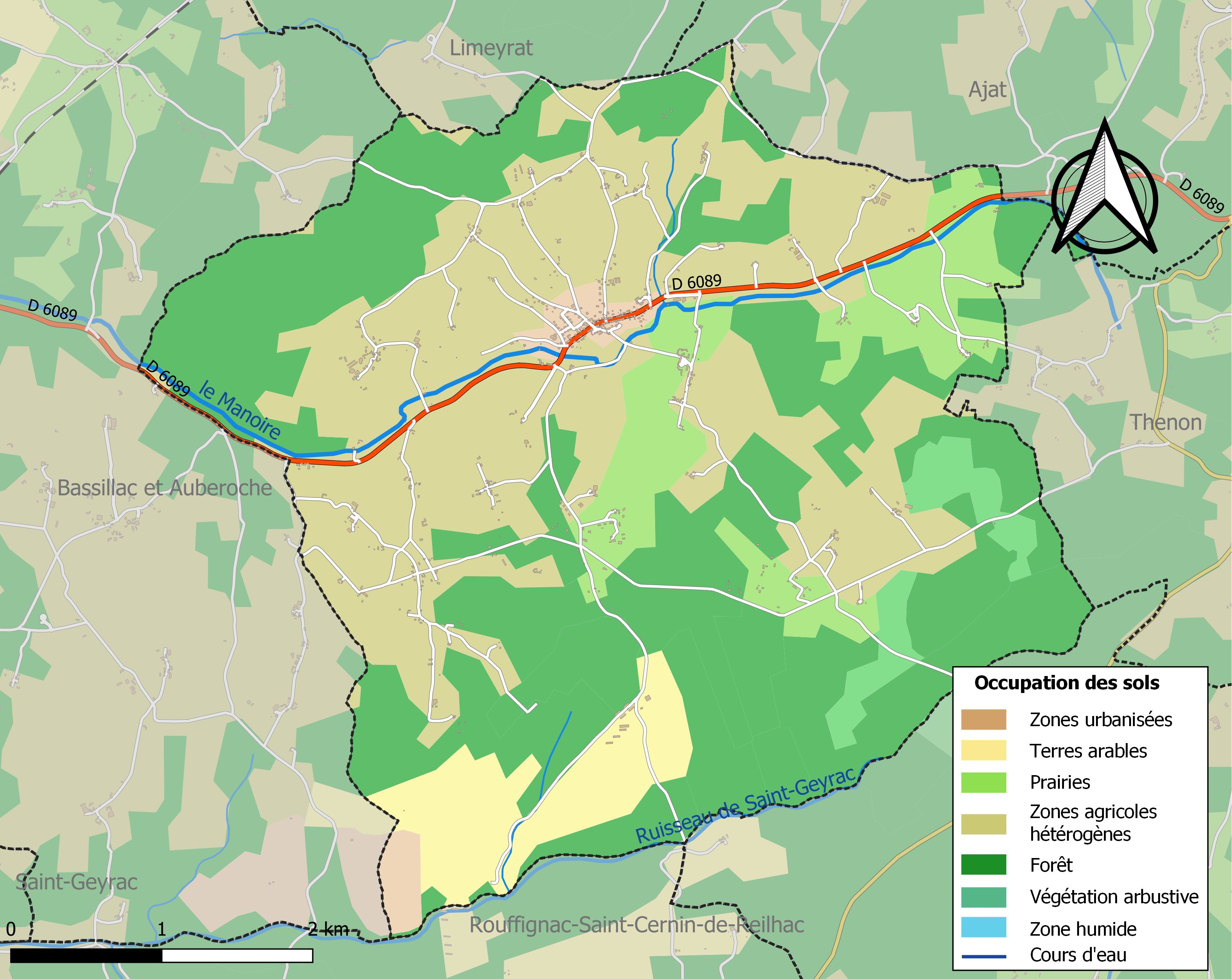
Carte des infrastructures et de l'occupation des sols de la commune en 2018 (CLC).

### Prévention des risques

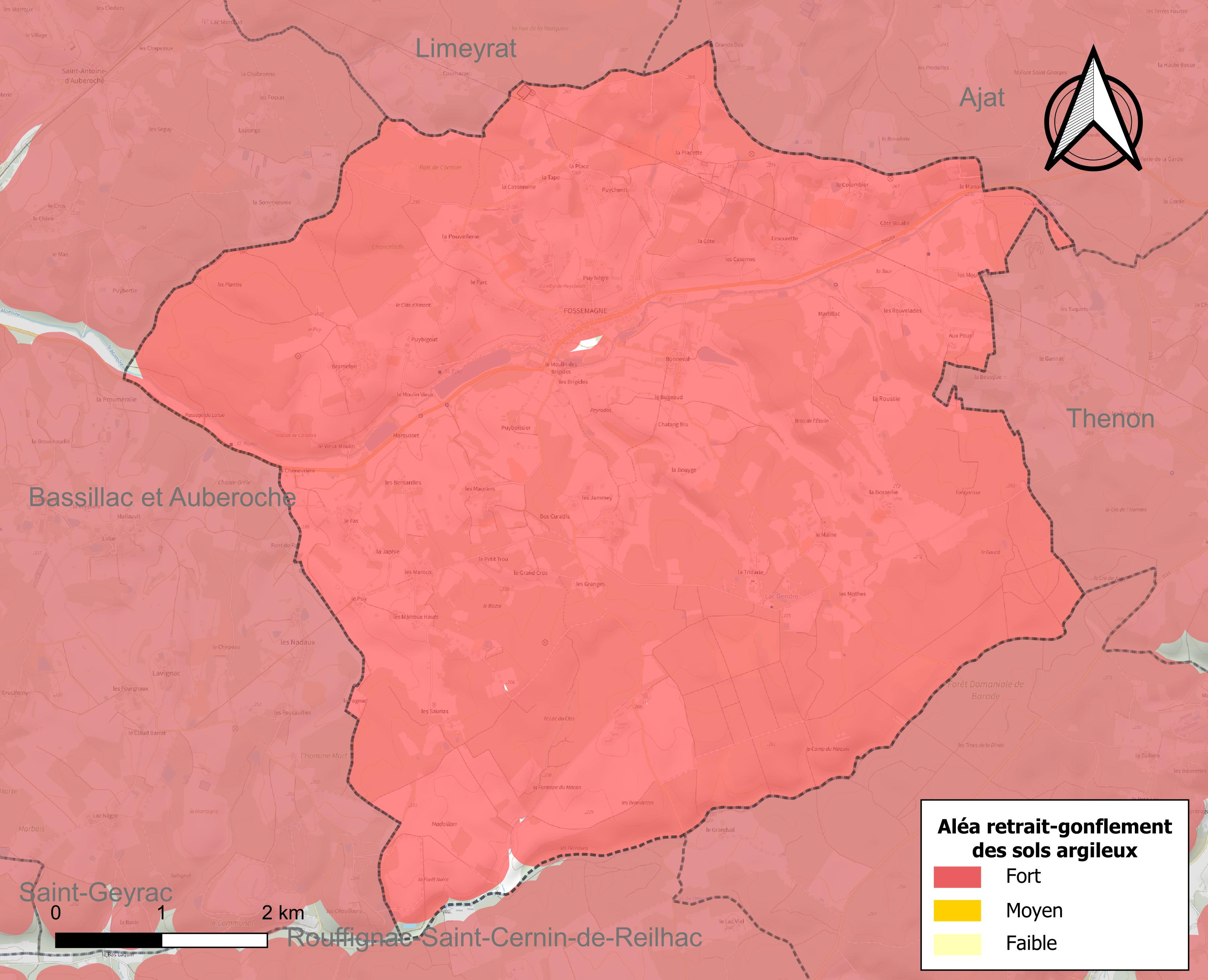
Carte des zones d'aléa retrait-gonflement des sols argileux de Fossemagne.

Le territoire de la commune de Fossemagne est vulnérable à différents aléas naturels : météorologiques (tempête, orage, neige, grand froid, canicule ou sécheresse), inondations, feux de forêts, mouvements de terrains et séisme (sismicité très faible). Il est également exposé à un risque technologique, le transport de matières dangereuses. Un site publié par le BRGM permet d'évaluer simplement et rapidement les risques d'un bien localisé soit par son adresse soit par le numéro de sa parcelle.

#### Risques naturels
Certaines parties du territoire communal sont susceptibles d’être affectées par le risque d’inondation par débordement de cours d'eau, notamment le Manoire et le Saint-Geyrac. La commune a été reconnue en état de catastrophe naturelle au titre des dommages causés par les inondations et coulées de boue survenues en 1982, 1983, 1993, 1999 et 2008,. Le risque inondation est pris en compte dans l'aménagement du territoire de la commune par le biais du plan de prévention des risques inondation (PPRI) de la « vallée du Manoire »  prescrit le 11 mai 2010 et  approuvé le 6 avril 2012, pour les crues du Manoire,.
Fossemagne est exposée au risque de feu de forêt. L’arrêté préfectoral du 14 mars 2013 fixe les conditions de pratique des incinérations et de brûlage dans un objectif de réduire le risque de départs d’incendie. À ce titre, des périodes sont déterminées : interdiction totale du 15 février au 15 mai et du 15 juin au 15 octobre, utilisation réglementée du 16 mai au 14 juin et du 16 octobre au 14 février. En septembre 2020, un plan inter-départemental de protection des forêts contre les incendies (PidPFCI) a été adopté pour la période 2019-2029,.
Les mouvements de terrains susceptibles de se produire sur la commune sont des tassements différentiels. Le retrait-gonflement des sols argileux est susceptible d'engendrer des dommages importants aux bâtiments en cas d’alternance de périodes de sécheresse et de pluie. 99,7 % de la superficie communale est en aléa moyen ou fort (58,6 % au niveau départemental et 48,5 % au niveau national métropolitain). Depuis le 1er octobre 2020, en application de la loi ÉLAN, différentes contraintes s'imposent aux vendeurs, maîtres d'ouvrages ou constructeurs de biens situés dans une zone classée en aléa moyen ou fort,.
La commune a été reconnue en état de catastrophe naturelle au titre des dommages causés par la sécheresse en 1989, 1991, 1992, 1995, 1997, 2005 et 2011 et par des mouvements de terrain en 1999.

## Toponymie

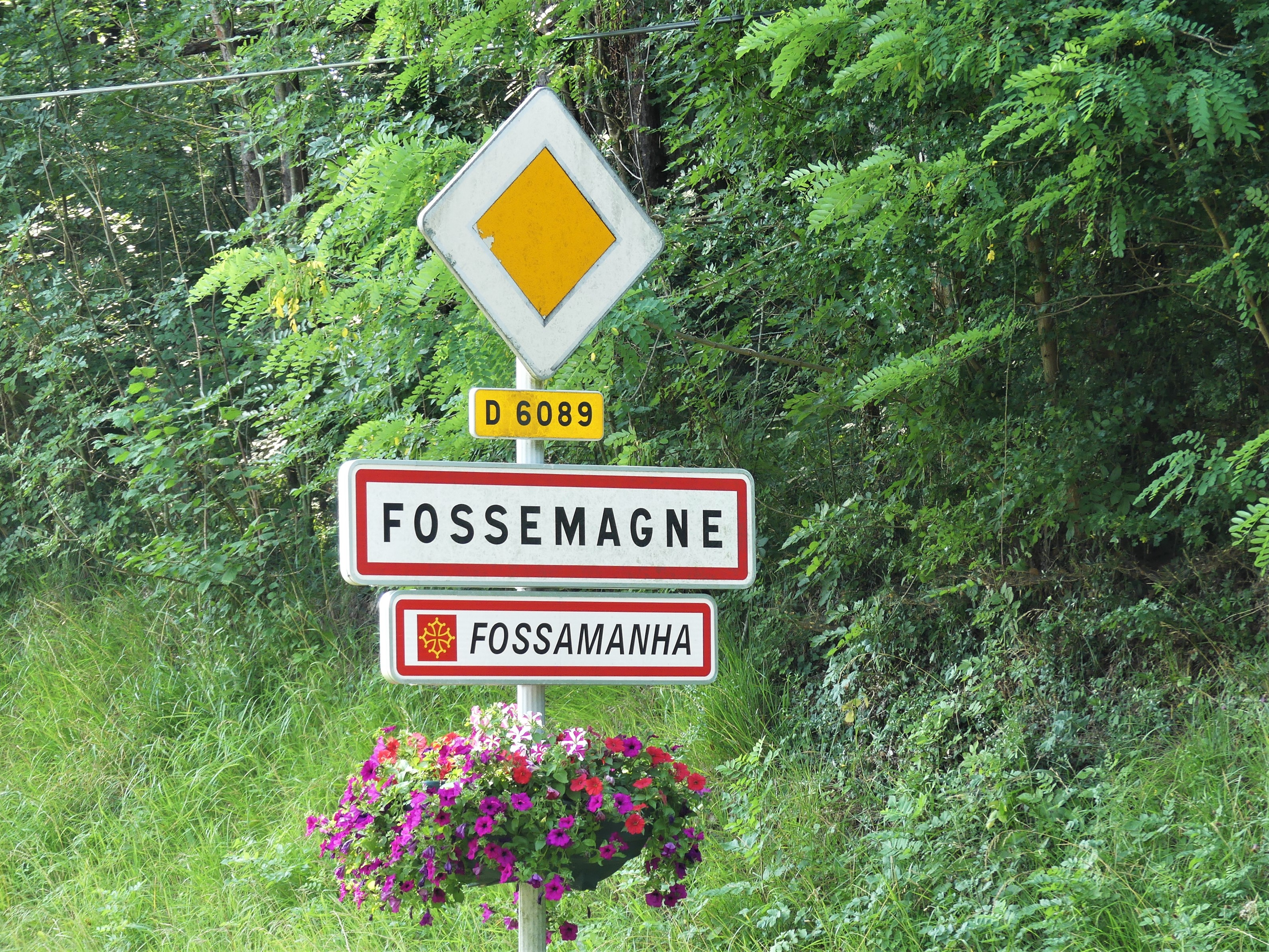
Panneaux d'entrée en français et occitan.

En occitan, la commune porte le nom de Fossamanha ou Fòssa Manha.

## Histoire
Au XIIIe siècle, les évêques de Périgueux, à la recherche d'appuis suffisamment puissants, ont inféodé la châtellenie d'Auberoche aux vicomtes de Limoges. Fossemagne fait partie de cette châtellenie, située au contact de la vicomté de Limoges et du comté de Périgord, à la limite des paroisses de Bars, Thenon et Rouffignac, et des châtellenies de Montignac et Hautefort.
La châtellenie d'Auberoche a été placée sous la domination d'Isabelle de Castille, en 1317, après son mariage en 1312 avec le vicomte de Limoges et duc de Bretagne, Jean III de Bretagne, et à la suite de l'intervention du roi de France car elle faisait partie de son douaire. Isabelle de Castille a rapidement rendu hommage, en 1318, à l'évêque de Périgueux pour cette châtellenie et l'a administrée jusqu'à sa mort, en 1328.
Dans sa recherche de l'origine de la bastide vicomtale de Bonneval, située à près de 600 m à l'est de Fossemagne, Bernard Fournioux a remarqué que sa première mention date de 1324. Elle n'est pas mentionnée dans l'hommage rendu en 1318 par Isabelle de Castille à l'évêque de Périgueux. Cette bastide a dû être établie entre ces deux dates. Parmi les raisons qu'il évoque pour la fondation de cette bastide, il peut y avoir l'intérêt de consolider la présence française dans une zone de conflits entre les Capétiens et les Plantagenêts, mais aussi l'augmentation démographique dans cette période de calme, avant la reprise de la guerre. Les Anglais s'étaient implantés au château de Miremont et au château de Reilhac. La bastide se trouve dans les bois de Bonneval. Ce bois a permis de développer une activité de verrerie dans la bastide dont le comte de Derby s'est emparé en 1345. Elle est reprise peu après par le roi de France qui la vend peu après au cardinal de Périgord qui laisse son administration à son frère, Roger-Bernard, comte de Périgord, par un acte du 24 janvier 1351. En 1438, la bastide revient dans le domaine des vicomtes de Limoges, puis dans celui de la Maison d'Albret. La justice haute, moyenne et basse a été vendue en 1486 à François Hélie, seigneur de La Mothe, puis est entrée dans le domaine de François de Hautefort. Finalement, cette bastide n'a pas réussi à se développer.
Sur la carte de Cassini représentant la France entre 1756 et 1789, le village est identifié sous le nom de « Foussemagne ».

## Politique et administration

### Rattachements administratifs et électoraux
Dès 1790, la commune de Fossemagne est rattachée au canton de Thenon qui dépend du district de Montignac jusqu'en 1795, date de suppression des districts. En 1801, le canton dépend de l'arrondissement de Périgueux.
Dans le cadre de la réforme de 2014 définie par le décret du 21 février 2014, le canton de Thenon disparaît aux élections départementales de mars 2015. La commune est alors rattachée électoralement au canton du Haut-Périgord Noir.
En 2017, Fossemagne est rattachée à l'arrondissement de Sarlat-la-Canéda,.

### Administration municipale
La population de la commune étant comprise entre 500 et 1 499 habitants au recensement de 2017, quinze conseillers municipaux ont été élus en 2020,.

### Liste des maires
| Période                                  | Période   | Identité           | Étiquette | Qualité                       |
| ---------------------------------------- | --------- | ------------------ | --------- | ----------------------------- |
| Les données manquantes sont à compléter. |           |                    |           |                               |
|                                          |           |                    |           |                               |
| mars 2001                                | mars 2008 | Jean-Claude Debord |           |                               |
| mars 2008 (réélue en mai 2020)           | En cours  | Annie Delage       | UMP       | Rédacteur en chef territorial |

## Équipements et services publics

### Enseignement
Fossemagne est organisée en regroupement pédagogique intercommunal (RPI) avec les communes de Limeyrat et Saint-Antoine-d'Auberoche au niveau des classes de primaire. À la rentrée de septembre 2015, la commune de Saint-Antoine-d'Auberoche n'accueillera plus d'enfant scolarisés, qui seront alors dirigés vers les deux autres communes.

### Justice
Dans le domaine judiciaire, Fossemagne relève : 
- du tribunal judiciaire, du tribunal pour enfants, du conseil de prud'hommes et du tribunal de commerce de Périgueux ;
- du pôle Nationalité du tribunal judiciaire de Périgueux (compétent uniquement dans le domaine de la nationalité) ;
- de la cour d'appel, du tribunal administratif et de la  cour administrative d'appel de Bordeaux.

## Population et société

### Démographie
L'évolution du nombre d'habitants est connue à travers les recensements de la population effectués dans la commune depuis 1793. Pour les communes de moins de 10 000 habitants, une enquête de recensement portant sur toute la population est réalisée tous les cinq ans, les populations de référence des années intermédiaires étant quant à elles estimées par interpolation ou extrapolation. Pour la commune, le premier recensement exhaustif entrant dans le cadre du nouveau dispositif a été réalisé en 2006.

En 2022, la commune comptait 553 habitants, en évolution de +2,41 % par rapport à 2016 (Dordogne : +0,37 %, France hors Mayotte : +2,11 %).
| 1793 | 1800  | 1806 | 1821 | 1831  | 1836  | 1841  | 1846  | 1851  |
| ---- | ----- | ---- | ---- | ----- | ----- | ----- | ----- | ----- |
| 851  | 1 013 | 917  | 968  | 1 083 | 1 056 | 1 035 | 1 150 | 1 089 |

| 1856  | 1861 | 1866 | 1872 | 1876 | 1881 | 1886 | 1891 | 1896 |
| ----- | ---- | ---- | ---- | ---- | ---- | ---- | ---- | ---- |
| 1 008 | 973  | 960  | 888  | 924  | 876  | 871  | 838  | 802  |

| 1901 | 1906 | 1911 | 1921 | 1926 | 1931 | 1936 | 1946 | 1954 |
| ---- | ---- | ---- | ---- | ---- | ---- | ---- | ---- | ---- |
| 782  | 778  | 757  | 667  | 663  | 647  | 670  | 640  | 582  |

| 1962 | 1968 | 1975 | 1982 | 1990 | 1999 | 2006 | 2011 | 2016 |
| ---- | ---- | ---- | ---- | ---- | ---- | ---- | ---- | ---- |
| 558  | 556  | 505  | 544  | 535  | 528  | 575  | 602  | 540  |

| 2021 | 2022 | - | - | - | - | - | - | - |
| ---- | ---- | - | - | - | - | - | - | - |
| 548  | 553  | - | - | - | - | - | - | - |

### Manifestations culturelles et festivités
La fête patronale se tient chaque année, pendant un week-end de juillet.

### Sports
Le Football-Club de Fossemagne, avant sa disparition en 1978, a réalisé des performances de très bon niveau pour l'équipe d'un village d'environ 500 habitants.
Jouant au plus haut niveau régional (Division d'honneur), le FC Fossemagne frôle la montée en 3e division nationale en 1971 et en 1972 en terminant à la seconde place.
En 1973, le FC Fossemagne est cette fois champion de division d'honneur (groupe Centre-Ouest) et accède au niveau national.
Pendant quatre années, le FC Fossemagne joue alors en 3e division, terminant à une honorable 12e place en 1974, à la 10e place en 1975, à une belle 8e place en 1976.
Le « miracle » de Fossemagne prend fin en 1977 avec la dernière place et le retour en division d'honneur.
À la fin de la saison 1977-1978, le FC Fossemagne termine 5e de division d'Honneur et gagne de fait le droit de revenir au niveau national grâce à la création cette année-là de la 4e division. Mais, constatant probablement que leur petit club n'a plus la capacité de relever un tel défi, les dirigeants du FC Fossemagne acceptent une fusion avec le club d'un quartier de Périgueux, l'US Gour de l'arche.
Cette fusion donne naissance au FC Périgueux qui hérite du coup de l'accession en 4e division. C'est donc de fait la disparition du nom de Fossemagne des tablettes du football français, mettant un terme à une aventure peu commune.
Le Football Club Thenon Limeyrat Fossemagne évolue en Régional 3 pour la saison 2025-2026.

## Économie

### Emploi
En 2015, parmi la population communale comprise entre 15 et 64 ans, les actifs représentent 247 personnes, soit 43,7 % de la population municipale. Le nombre de chômeurs (vingt-neuf) a augmenté par rapport à 2010 (vingt-trois) et le taux de chômage de cette population active s'établit à 11,9 %.

### Établissements
Au 31 décembre 2015, la commune compte soixante-six établissements, dont vingt-neuf au niveau des commerces, transports ou services, quatorze dans l'agriculture, la sylviculture ou la pêche, onze dans la construction, six dans l'industrie, et six relatifs au secteur administratif, à l'enseignement, à la santé ou à l'action sociale.

### Entreprises
En 2014, une nouvelle installation de stockage de déchets non dangereux (ISDND) du département de la Dordogne a été mise en service sur 51 hectares entre Milhac-d'Auberoche et Fossemagne, au lieu-dit Madaillan, pour prendre le relais du site de Milhac-d'Auberoche, ouvert en 1992, et arrivé à saturation, après vingt-deux années de fonctionnement.

### Sylviculture
La forêt domaniale Barade est en partie située sur le territoire de la commune de Fossemagne.

## Culture locale et patrimoine

### Lieux et monuments
- L'église Saint-Astier, romane du XIIe siècle[75], avec un clocher-mur à quatre baies campanaires. Elle a été rénovée en trois périodes : la toiture dans les années 2000, puis le parvis et l'extérieur, et enfin l'intérieur en 2015-2016[75].

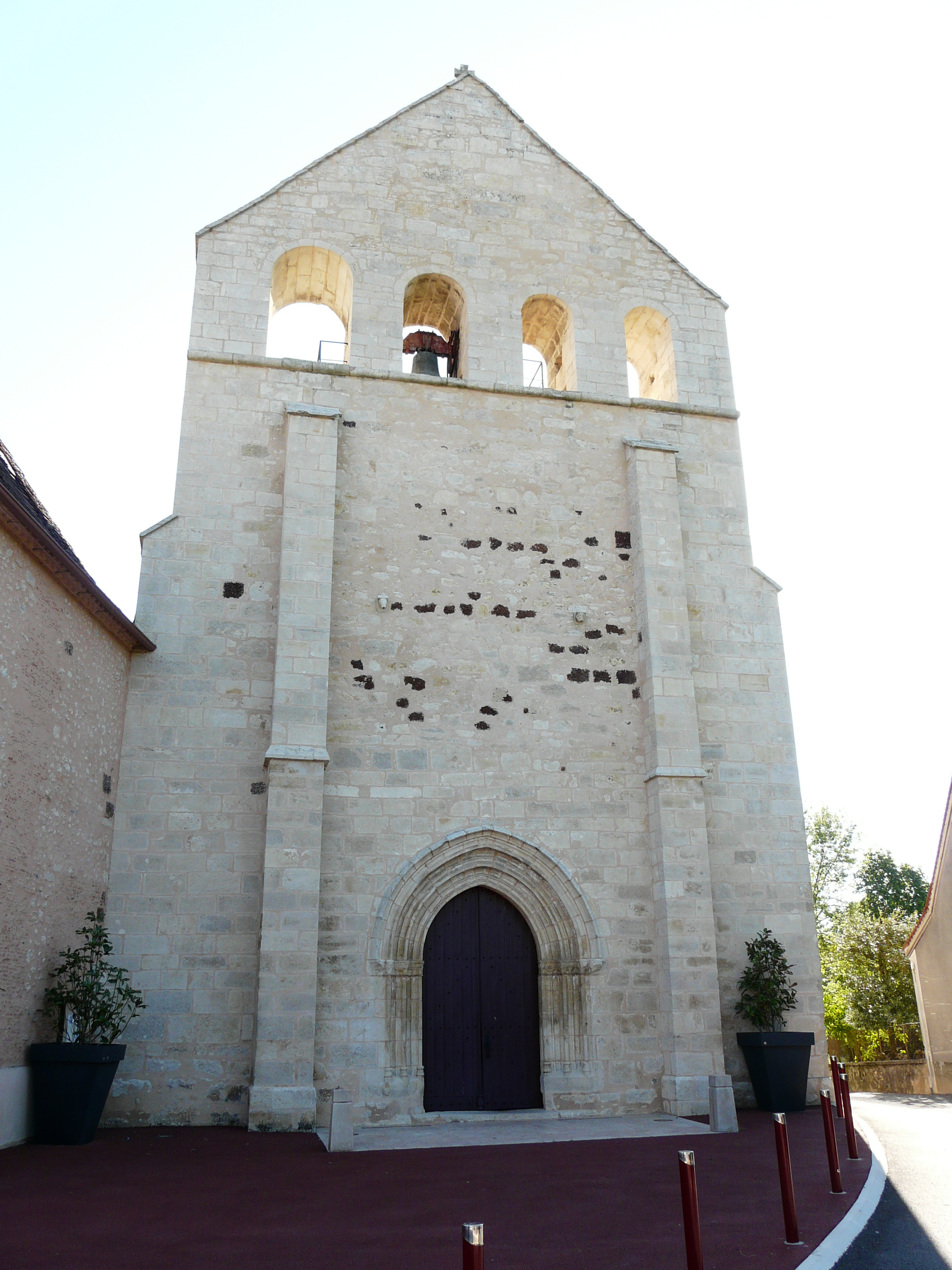
La façade occidentale de l'église.
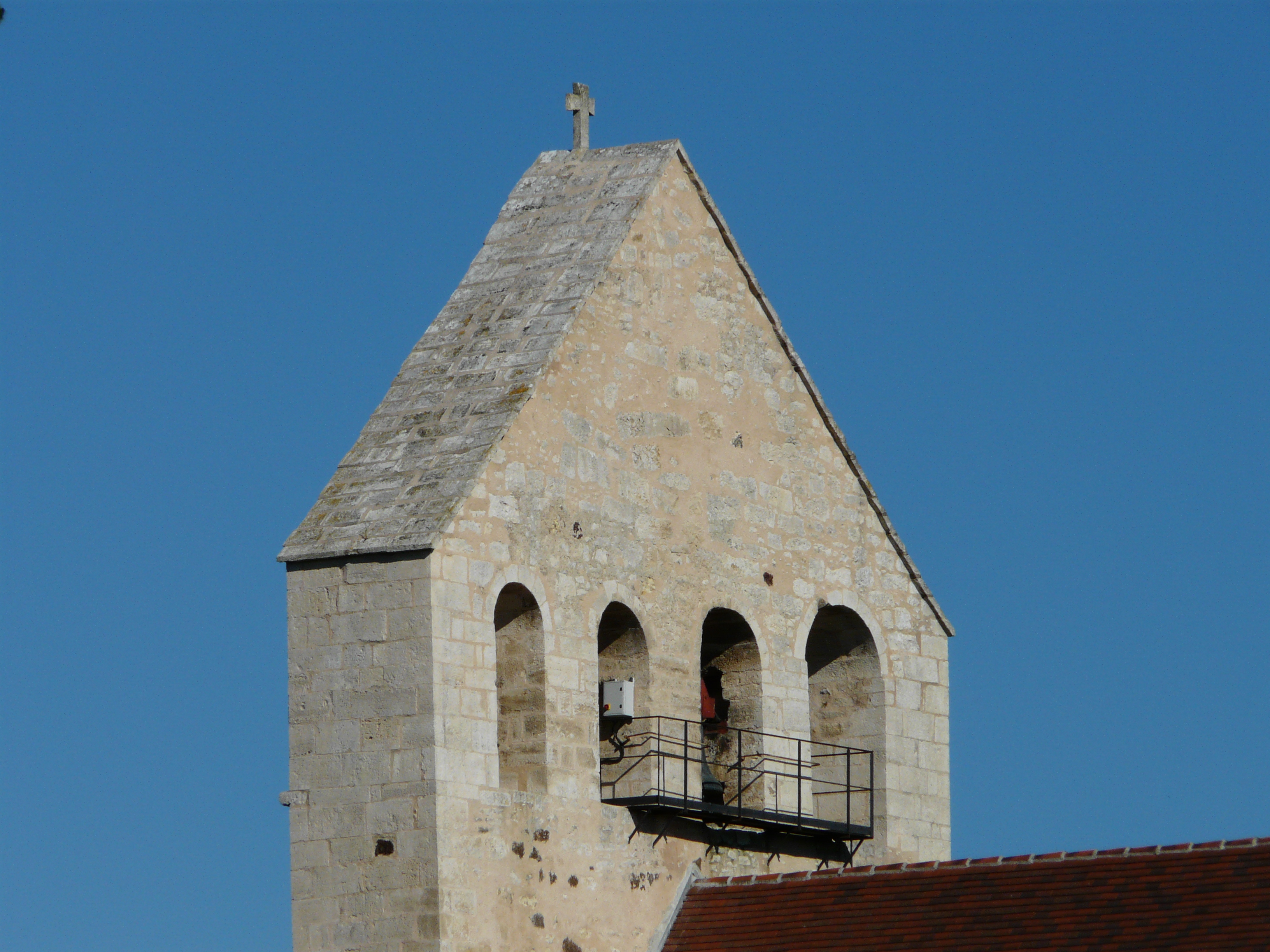
Son clocher-mur.
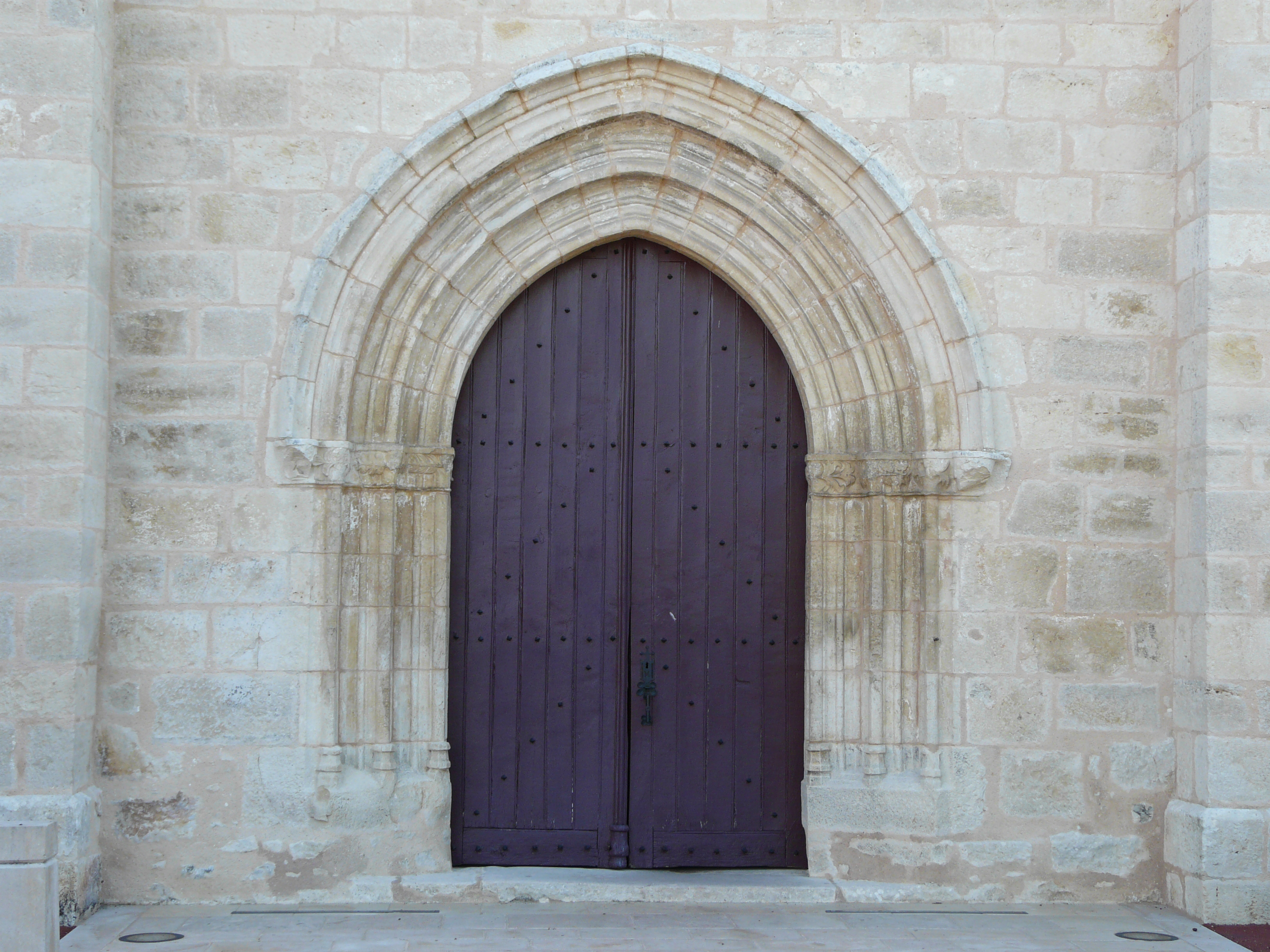
Son portail.

### Personnalités liées à la commune
- Suzanne Lacore (1875-1975), femme politique, fut institutrice à Fossemagne[76].
- Marcel Campagnac (né en 1957), footballeur français, a grandi à Fossemagne.

## Pour approfondir